# Luigi Riva
Luigi Riva, també conegut com a Gigi Riva, (Leggiuno, 7 de novembre de 1944 - Càller, 22 de gener de 2024) fou un futbolista italià dels anys 60 i 70. Fou considerat un dels millors jugadors de la seva generació, així com un dels més grans davanters de tots els temps.
Tota la seva carrera professional la passà al Cagliari Calcio, un club modest italià de la ciutat de Càller al que aconseguí fer camió de la Serie A el 1970. Hi debutà el 13 de setembre de 1964, amb una derrota davant l'AS Roma per 2-1. Fou màxim golejador de la lliga italiana de futbol tres temporades, 1966/67, 1968/69 i 1969/70.
Debutà amb la selecció italiana el 27 de juny de 1965 en un partit davant Hongria que acabà amb derrota per 2-1. Esdevingué el màxim golejador de tots els temps de la selecció italiana de futbol amb 35 gols marcats en 42 partits i fou campió de l'Eurocopa de futbol el 1968. Fou membre de la selecció que fou finalista a la Copa del Món de Futbol de 1970 a Mèxic, on Itàlia perdé la final davant el Brasil de Pelé per 4 a 1.
Després de retirar-se el 1976 va exercir breument com a president del Càller durant la temporada 1986-87, i més tard va ser director general de l'equip i de la selecció italiana des de 1988 fins al 2013.
L'any 2005, el Cagliari Calcio decidí retirar la seva samarreta amb el número 11 en honor seu.